# ساینی
ساینی (انگلیسی: CiNii)
یک پایگاه اطلاعات کتابشناختی
برای ارائهٔ رسانه و محتوای علمی و کتابخانه‌ای ژاپن است که بیشترین تمرکزش را بر روی زبان ژاپنی و کارهای انگلیسی منتشر شده در ژاپن گذاشته است. این پایگاه داده در سال ۲۰۰۵ تأسیس شد.